# Kryptoglanis shajii
 Kryptoglanis shajii  ist eine höhlenbewohnende Fischart aus der Ordnung der Welsartigen (Siluriformes). Sie ist die einzige Art in der somit monotypischen Gattung Kryptoglanis. Art und Gattung wurden erst 2011 beschrieben. Der Gattungsname wurde wegen der versteckten Lebensweise der Fische vergeben (Latein: „crypta“ = Tunnel, unterirdischer Gang; „glanis“ = Wels), das Art-Epitheton ehrt den Fischtaxonomen C.P. Shaji, der sich um die Erforschung der Fischfauna der Westghats verdient gemacht hat. Typuslokalität der Art ist eine unterirdische Quelle in den südindischen Westghats im Distrikt Thrissur im Bundesstaat Kerala. Die Art wurde Anfang 2014 einer eigenständigen Familie zugeordnet, da sie sich osteologisch stark von anderen Welsfamilien unterscheidet. Näher verwandt sind die Fische eventuell mit den Echten Welsen (Siluridae). Darauf deutet das reduzierte Gaumenbein beider Taxa hin.

## Merkmale
Kryptoglanis shajii erreicht eine Standardlänge von maximal etwa 5,9 cm. Der Körper ist langgestreckt und fleischfarben. Die Körperhöhe nimmt von vorn nach hinten immer mehr ab und beträgt  auf Höhe des Brustflossenansatz 8,5 bis 11,7 % der Standardlänge und 1,1 bis 2,3 % der Standardlänge am Schwanzflossenstiel. Zwischen den Brustflossen ist der Körperquerschnitt rund, weiter hinten seitlich abgeflacht. Eine Rückenflosse fehlt, die Afterflosse ist vollständig mit der Schwanzflosse zusammengewachsen und nimmt als Flossensaum einen großen Teil der Körperlänge ein. Der Flossensaum wird von 70 bis 74 Flossenstrahlen gestützt. Die Brustflossen sind fächerförmig. Alle Flossen sind stachellos. Der Kopf ist abgeflacht und breiter als der Körper. Das aufwärts gerichtete Maul wird von vier Bartelpaaren umgeben. Der Unterkiefer steht deutlich vor. Beide Kiefer sind mit winzigen Zähnen besetzt. Die Augen liegen unter der Haut. Die vorderen Nasenöffnungen sind röhrenförmig. Die Fische besitzen elf Branchiostegalstrahlen. Die Seitenlinie ist vollständig.

## Biologie
Kryptoglanis shajii lebt in unterirdischen Quellen und Grundwasserströmen in Fels- und Lateritböden. Einige der gefangenen Weibchen waren laichbereit und hatten durch Eier aufgeblähte Bäuche. In Aquarien gehaltene Tiere fraßen Würmer und Artemia.